# Infuneral
Infuneral je švédská black metalová kapela z Järfälla u Stockholmu založená v roce 2002.
Stěžejní tematikou v textech skupiny je zlo všeobecně.
Debutní studiové album s názvem Sepulchral Monument vyšlo v roce 2007.

## Diskografie

### Dema
- A Pile of Skulls (2002)
- Beneath the False Moon (2005)
- Bloodstained Journey (2005)

### Studiová alba
- Sepulchral Monument (2007)
- Torn from the Abyss (2011)

### EP
- A Scent of Death (2011)

### Split nahrávky
- Infuneral / The Last Knell (2013) - společně s chilskou kapelou The Last Knell